# 카미유 비단
카미유 비단(영어: Kamille Bidan, 일본어: カミーユ・ビダン)은 《기동전사 Z건담》의 주인공으로 등장하는 인물이다. 에우고의 에이스 파일럿이며 뉴타입으로 등장하며, 작품 내에서의 나이는 17세이다. 성우는 토비타 노부오가 담당하였다.

## 기록

### 그리프스 분쟁 이전
U.C.0069년 11월 11일, 아버지 프랑클링 비당과 어머니 힐다 비당 사이에서 장남으로 태어났다. (출생지는 소설 《기동전사 Z건담》을 근거로, 지구 일본 열도의 도쿄 근처로 알려져 있다) 부모 모두 지구연방군의 기술사관으로, 일을 우선시하는 바람에 고독한 소년시절을 보낸다.(부모간의 사이도 냉랭했으며, 아버지가 정부를 두고 있다는 것도 알고 있었다.) 자신의 이름이 여자 이름이라는 점에 대해 강한 컴플렉스를 가지고 있어 '남자다운 것'에 의식적으로 집착한다. 고등학교에서는 가라데부 소속이었고 기계를 다루는 재능도 뛰어나 소형 비행기 '호모아비스'나 주니어 모빌 슈트 경연대회 등에서 우승을 차지한 경력도 있다. 개인의 컴플렉스와 가정 문제 때문에, 감정의 기복이 매우 심하고 까다로운 성격을 갖고 있다.
가족 모두가 대략 티탄즈가 그린 노아 콜로니군을 기지화하는 시점에 그린 노아 1로 이주해 온 것으로 생각된다.

### 그리프스 분쟁
U.C.0087년 3월 2일, 일년전쟁 당시의 영웅 브라이트 노아가 입항한다는 말을 듣고 우주항에 갔다가 지나가던 장교(티탄즈의 제리드 메사)가 얼핏 '여자 이름이네?'라고 하는 말에 격분해 난투극을 벌인다. 두들겨맞은 것에 대해 앙심을 품고 있던 중 에우고의 크와로트 바지나대위 휘하 부대에 의한 건담 Mk-II 강탈 시도가 일어나고, 혼란의 와중 홧김에 건담에 올라타 에우고 측으로 탈주해버린다.
이로 인해 부모 모두 티탄즈에 인질로 잡히고, 어머니는 제리드에게 살해되며 (제리드는 상황을 정확히 모르고 있었다) 아버지는 한번 구출해내기는 했으나 아가마로부터 릭 디아스를 훔쳐 달아나다 격추당한다.
뉴타입의 소질을 인정받아, 정규 파일럿으로의 훈련을 받는다. 건담 Mk-II로 지구연방군의 라이라 미라 라이라를 격추하는 등의 활약으로, '아무로 레이의 재래'라는 별칭을 얻기도 한다.
동년 5월, 자브로 공략전에 참가, 뉴타입의 재능으로 잡혀 있는 아군을 구해내기도 하며 일년전쟁의 영웅 아무로 레이와의 만남, 뉴 홍콩에서의 강화인간 포 무라사메와의 만남 등을 통해 조금씩 성장한다. (포 무라사메도 자신의 이름 - 무라사메 연구소의 네 번째 실험체 - 을 싫어한다는 컴플렉스를 갖고 있었고, 목숨을 걸고 카미유를 구해 우주로 돌려보내준다. 헤어지기 직전, 카미유라고 하는 자신의 이름을 좋아한다는 말을 한다.)
우주로 돌아와, 자신이 설계한 Z 건담의 파일럿이 되고 상당한 전과를 올린다. 숙적 제리드 메사와의 싸움에서도 압도적인 전력을 보이며, 제리드가 사랑하는 사람을 (모른 채) 차례차례 죽여나간다.
동년 11월, 킬리만자로 공략전에서 죽은 줄 알았던 포와 재회. 그러나 포는 카미유를 감싸고 전사한다. 이 자초지종을 보고 있었던 크와로트와 아무로 모두, 7년 전 자신들의 과오를 반복했다는 것, 비극을 예감하면서도 막지 못했다는 것에 대해 후회하고 카미유는 정신적으로 큰 상처를 입는다.
U.C.0088년 2월 2일, 멜슈트룸 작전 중 하만 칸의 큐베레이와 교전 중 뉴타입 간의 정신공명을 일으키나 하만에게 거절당한다. 정신조작으로 '오빠'라고 부르던 로자미아 바담 마저 교전 중 포의 모습을 느끼면서도 격추해버린다. 2월 21일 그리프스 분쟁 최종 결전 당시, 카츠, 헨켄, 에마, 제리드, 레코아 등 피아를 가리지 않고 산화해가는 전투 중에서 뉴타입의 능력과 정신적인 한계가 극단에 이르게 되고, 최종적으로 팝티머스 시로코와의 교전 시 뉴타입의 힘으로 시로코를 격추하나 역시 시로코의 뉴타입 능력과 충돌해 정신붕괴를 일으킨다. (이미 반년도 안되는 사이에 카미유의 정신은 엄청난 상처를 입고 있어서, 그 이전부터 조금씩 무너져 내리고 있었다는 말도 있다.) 구조 후 MS간의 교전과 폭발의 섬광을 보고 '반짝이는 별'이라며 순진하게 기뻐하는 모습을 보인다.[기동전사 Z 건담 극장판 Ⅲ 별의 고동은 사랑 에선 시로코에게 일격한 후 바로 정신이 붕괴되지 않고 화 유이리와 껴안는 장면이 나온다.]

### 제1차 네오지온 항쟁
그리프스 분쟁 이후, 아가마에서부터 쭉 정신붕괴 상태로 소꼽친구인 화 유이리에게 간호를 받는다. 함에서 내린 후 아일랜드 더블린의 병원에서 화에게 쭉 간호를 받으며 살게 된다.
정신적으로 붕괴했으나, 그 뉴타입의 능력만은 계속 쥬도 아시타들과 이어져 있었고, 네오지온의 지구 침공 후 더블린에 대해 콜로니 떨어뜨리기 작전이 일어났을 때 격전의 와중에서 플이 건담 MK-II를 몰고 그레미를 공격할 적에 플에게 뉴타입의 능력으로 전투를 조언해주고 또한 쥬도들에게 뉴타입의 능력으로 쥬도들에게 이 사실을 알려 플을 구한다. 혼란 와중에 무사히 구조되어 아가마에 수용되나, 아가마가 위기를 맞았을 때 단지 '위험하다'는 느낌만으로 쥬도 일행들이 코어 파이터에 탑승시켜 탈출을 시도하려는 장면이 있다. 이후, 더블린에서 그만의 뉴타입 능력으로 콜로니의 낙하를 감지하고 많은 사람들이 죽어나가는 것을 몸으로 느껴 그의 뉴타입 능력이 상당함을 알려줬다.
전쟁 종반에 그레미 토토와의 전투나 하만과의 전투 상황에서 뉴타입으로서의 지원을 지속적으로 보낸다. 항쟁이 끝날 무렵, 상당히 회복되어 화와 양 손을 마주잡는 장면이 있다.
- 공식 설정은 아니나, U.C.0099년 《기동전사 건담 문 크라이시스》에서 의사로 활동하는 카미유의 모습이 잠깐 등장한다.
- ZZ가 종결된 후 극장판 역습의 샤아 편에서 많은 팬들이 카미유가 등장하길 기대했으나 실제 카미유는 등장하지 않았다.

## 뉴타입으로서의 능력
토미노 감독에 의하면 카미유의 뉴타입 능력은 매우 강하다. 파일럿으로서도 뛰어나다. 그래서 그 능력 때문에 비극적인 운명을 맞이한다 라는 설명이 있다. "아무리 카미유의 능력이 높아도 인간의 한계는 그런 것입니다. 그러니 망가질 수 밖에요."

## 주요 탑승기체
- RX-178 건담 Mk-II
- MSZ-006 Z 건담